# 安杰洛·斯库里
安杰洛·斯库里（義大利語：Angelo Scuri，1959年12月24日—），出生于佛罗伦萨，意大利退役男子击剑运动员。他曾获得1984年夏季奥运会男子花剑团体金牌。他也曾获得1986年世界击剑锦标赛男子花剑团体冠军。